# 水野清隆
水野 清隆（みずの きよたか、1914年〈大正3年〉3月14日 - ）は、日本のスーパーセンテナリアン、長寿の男性。2024年8月以降、日本国内の男性最高齢者である。

## 人物
1914年3月14日に生まれる。静岡県磐田市在住である。
若い頃は近衛兵として務め、1936年の二・二六事件発生時には皇居の警備に立った。また、太平洋戦争では中国などに出征し、帰国後は85歳頃まで農家として長ネギや海老芋などを栽培していた。
110歳時点でも、毎朝6時半に起きて、3食きちんと食べ、相撲の実況中継を聞くことが日々の楽しみである。息子や孫らと暮らし、109歳で白内障によって目が見えなくなったが、歩くとき以外はほとんど介助を受けない。酒は95歳の時にやめた。
長寿の秘訣は「分かりません。こんなに長生きするとは思いませんでしたがありがたいです」と答えた。介護施設ではなく自宅で生活をしているので、ストレスをあまり感じていないこと、規則正しい生活、毎日3食食べていることも挙げている。
2021年（令和3年）に静岡県の男性最高齢者となった。
東京都在住の匿名の男性が2024年8月21日に死去し、国内男性最高齢者となった。9月13日に磐田市長の草地博昭が自宅を訪れ、祝い状や花束を渡して長寿を祝した。
2025年3月14日に111歳を迎え、再び市長が祝福に訪れた。